# SN 2010hz
SN 2010hz – supernowa typu Ia odkryta 12 września 2010 roku w galaktyce UGC 1359. W momencie odkrycia miała maksymalną jasność 19,10m.